# FIFA 99
FIFA 99 je nogometna videoigra iz FIFA serijala. Kao i dosad, proizvođač je EA Sports, a izdavač Electronic Arts. Izašla je u listopadu i studenom 1998. godine za PC (Microsoft Windows), PlayStation, Nintendo 64 i Game Boy Color.